# NGC 4305
NGC 4305 est une petite galaxie spirale située dans la constellation de la Vierge. NGC 4305 a été découverte par l'astronome britannique John Herschel en 1829.

## Caractéristiques
La classe de luminosité de NGC 4305 est I.

### Distance
Sa vitesse par rapport au fond diffus cosmologique est de 2 254 ± 23 km/s, ce qui correspond à une distance de Hubble de 33,2 ± 2,4 Mpc (∼108 millions d'al).

### Morphologie
NGC 4305 a été utilisée par Gérard de Vaucouleurs comme une galaxie de type morphologique SA(s)a dans son atlas des galaxies,.

## Groupe de NGC 4461, de M60 et l'amas de la Vierge
Selon A.M. Garcia, NGC 4305 est membre du groupe de NGC 4461. Ce groupe de galaxies comprend au moins neuf membres. Les autres galaxies du groupe sont NGC 4306, NGC 4425, NGC 4461, NGC 4476, NGC 4584, IC 794, IC 3388 et VCC 793.
D'autre part, toutes les galaxies du catalogue NGC de ce groupe, mais aucune de l'Index Catalogue, apparaissent  dans une liste de 227 galaxies d'un article publié par Abraham Mahtessian en 1998. Cette liste comporte plus de 200 galaxies du New General Catalogue et une quinzaine de galaxies de l'Index Catalogue. On retrouve dans cette liste 11 galaxies du Catalogue de Messier, soit M49, M58, M60, M61, M84, M85, M87, M88, M91, M99 et M100.
Toutes les galaxies de la liste de Mahtessian ne constituent pas réellement un groupe de galaxies. Ce sont plutôt plusieurs groupes de galaxies qui font tous partie d'un amas galactique, l'amas de la Vierge. Pour éviter la confusion avec l'amas de la Vierge, on peut donner le nom de groupe de M60 à cet ensemble de galaxies, car c'est l'une des plus brillantes de la liste. L'amas de la Vierge est en effet beaucoup plus vaste et compterait environ 1300 galaxies, et possiblement plus de 2000, situées au cœur du superamas de la Vierge, dont fait partie le Groupe local,.
De nombreuses galaxies de la liste de Mahtessian se retrouvent dans onze groupes décrits dans l'article d'A.M. Garcia, soit le groupe de NGC 4123 (7 galaxies), le groupe de NGC 4261 (13 galaxies), le groupe de NGC 4235 (29 galaxies), le groupe de M88 (13 galaxies, M88 = NGC 4501), le groupe de NGC 4461 (9 galaxies), le groupe de M61 (32 galaxies, M61 = NGC 4303), le groupe de NGC 4442 (13 galaxies), le groupe de M87 (96 galaxies, M87 = NGC 4486), le groupe de M49 (127 galaxies, M49 = NGC 4472), le groupe de NGC 4535 (14 galaxies) et le groupe de NGC 4753 (15 galaxies). Ces onze groupes font partie de l'amas de la Vierge et ils renferment 396 galaxies. Certaines galaxies de la liste de Mahtessian ne figurent cependant dans aucun des groupes de Garcia et vice versa.